# Grazhdanski (Krasnodar)
Grazhdanski (del ruso: Гражданский) es un posiólok del raión de Výselki del krai de Krasnodar, en Rusia. Está situado en las llanuras de Kubán-Priazov, en la cabecera del río Rybnaya, tributario del Beisuzhok Derecho, afluente del río Beisug, 28 km al nordeste de Výselki y 107 km al nordeste de Krasnodar, la capital del krai. Tenía 1 690 habitantes en 2010
Pertenece al municipio Gazyrskoye.

## Historia
Perteneció al raión de Grazhdanski, con centro en Novomalorósiskaya, creado al descentralizarse el raión de Tijoretsk en 1934 y anexionado al de Výselki en 1953.